# 富田至誠
富田 至誠（とみた しせい、1897年（明治30年）3月6日 - 1949年（昭和24年）5月31日）は、日本の洋画家であり、美術教師。熊本県出身。
旧姓松尾至誠。東京美術学校西洋画科、（現東京藝術大学油画専攻）卒業後すぐに、新設された熊本県立御船中学校、現在の熊本県立御船高等学校に図画教師（美術教師)として赴任。以後、学制改革により御船中学校が御船高等学校となった翌年(昭和24年)に病没するまでの間、同校で教鞭をとり続ける。
昭和6年11月の天皇行幸、陸軍大演習に際して休憩所に飾る天覧の絵を描くなど優れた画力を持ちながら、文展、帝展等の公募展には一切出展せず、生涯一美術教師を通す。
井手宣通・浜田知明ら、日本を代表する美術家や美術教師を多数育てる。

## 来歴
- 1897年（明治30年）鹿本郡来民町（現山鹿市鹿本町来民）に四男として生まれる。
- 1910年（明治43年）来民尋常小学校を経て、県立鹿本中学校（現熊本県立鹿本高等学校）に入学、図画を武藤直に師事。
- 1915年（大正4年）鹿本中学校を卒業後、熊本工業専門学校（現熊本大学工学部）に入学するも翌年自主退学し上京。
- 1917年（大正6年）東京美術学校西洋画科を受験し合格。
- 1922年（大正11年）東京美術学校西洋画科卒業後、4月に開校されたばかりの熊本県立御船中学校に図画教師として赴任。まもなく富田園生と結婚、富田姓となる。
- 1949年（昭和24年）5月31日病没。（享年52）

## 主な展覧会
- 1991年（平成3年)「富田至誠と教え子展」開催（御船高校)
- 2002年（平成14年)第15回熊本県民文化祭「富田至誠と教え子展」開催（御船町スポーツセンター)
- 2009年（平成20年)「富田教室二十七年の軌跡展」開催（御船町カルチャーセンター）
- 2009年（平成20年）舞台劇「踏み石」富田至誠と教え子達のきずな…制作上演（御船町カルチャーセンター)

## 主な教え子
- 井手宣通（東京美術学校卒・日本芸術院会員･文化功労者・日展理事長・勲二等瑞宝章受章)
- 村上賢秀（東京高等師範学校図画手工専科、現筑波大学芸術学群卒・サロン・ドートンヌ会員・紺綬褒章受章・勲三等瑞宝章受章）
- 坂田憲雄（日展会員・紺綬褒章2度受章・熊本県文化功労者）
- 緒方たけ志（東京高等工芸学校工芸図案科、現千葉大学工学部デザイン工学科卒・日本宣伝美術協会創立メンバー)
- 佐久間修[1]（東京美術学校卒・宇土中学校、現熊本県立宇土高等学校図画教諭）
- 浜田知明（東京美術学校卒・フィレンツェ美術アカデミー名誉会員・フランス政府芸術文化勲章受章）
- 高木輝郎（東京美術学校卒・熊本県立矢部高等学校美術教諭）
- 田中憲一（熊本薬学専門学校、現熊本大学薬学部卒・中高美術教師・くまもとミフネ美術工芸倶楽部設立）